# Carl Wester (politiker)
Carl Marcus Wester, född 21 augusti 1862 i Sölvesborg, död 2 december 1933 i Helsingborg, var en svensk advokat och högerpolitiker (konservativ).

## Biografi
Wester avlade studentexamen i Lund 1880 och examen till rättegångsverken 1885. Han var extra ordinarie kammarskrivare i Tullverket 1881 till 1885 och därefter blev han 1887 vice auditör vid Norra skånska infanteriregementet. Han blev 1889 vice häradshövding och 1892 flyttade han till Helsingborg där han verkade som advokat. År 1896 blev han ordinarie auditör vid Norra skånska infanteriregementet och samma år blev han även ombudsman vid Kristianstads enskilda banks kontor i Helsingborg. Han var från 1899 delägare i en egen advokatbyrå i samma stad, Carl Westmans juridiska byrå, där han bland annat var fattigsakförande, alltså åtog sig juridiska fall för medellösa personer utan att ta ut en avgift för detta. År 1902 blev han ombudsman vid Bankaktiebolaget Södra Sverige med huvudkontor i Helsingborg efter att detta övertagit Kristianstads enskilda banks verksamhet. Han satt i Helsingborgs stads drätselkammare och efter att ordföranden, Jacob Beskow, avgått då han utsetts till verkställande direktör, ordförande och chef för Statens industrikommission var Wester drätselkammarens ordförande mellan 2 april och 31 december 1918. Wester var sedan 1891 ledamot av Sveriges advokatsamfund och var riddare av Vasaorden. 
Carl Wester var son till häradshövdingen Wilhelm Reinhold Wester och författarinnan Paula Hedvig Helena Rönström.Han gifte sig den 6 oktober 1892 med Annie Pauline Rönström med vilken han fick två döttrar.